# Insektsmedel

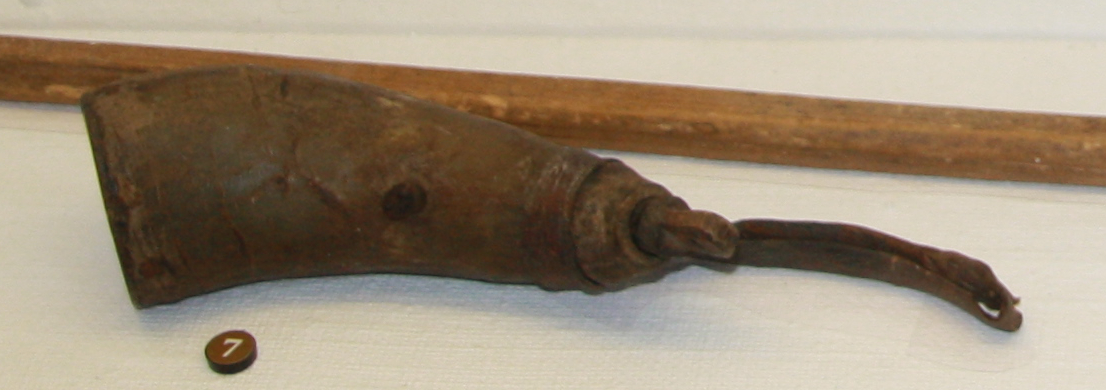
Oljehorn av kohorn för myggmedlet beckolja, en biprodukt från destillation av trätjära. Bars i läderrem i bältet. Råneå, Norrbotton. Tll Nordiska museet 1921, Stockholm.

Insektsmedel syftar vanligen på preparat som har en avstötande effekt på insekter. Begreppet kan också i dagligt tal syfta på insekticider, medel som har en dödande effekt på insekter.

## Myggmedel
I många länder där myggor är vanligt förekommande är myggmedel den vanligaste formen av insektsmedel, eftersom myggor kan orsaka både obehag och sjukdom för människor och husdjur.